# Nemamyxine elongata
Nemamyxine elongata – gatunek bezszczękowca z rodziny śluzicowatych (Myxinidae). Znana tylko z osobników na podstawie których została opisana.

## Zasięg występowania
Okolice Nowej Zelandii.

## Cechy morfologiczne
Osiąga max. 61,4 cm długości całkowitej. Ciało bardzo silnie wydłużone.
Ubarwienie ciała czarne.